# Оборино (Владимирская область)
Оборино — деревня в составе муниципального образования город Владимир Владимирской области России.

## География
Деревня расположена на берегу реки Содышка в 3 км на север от микрорайона Юрьевец города Владимира.

## История
В конце XIX — начале XX века деревня входила в состав Слободской волости Владимирского уезда, с 1926 года — во Владимирской волости. В 1859 году в деревне числилось 11 дворов, в 1905 году — 23 дворов, в 1926 году — 30 хозяйств.
С 1929 года деревня входила в состав Спасского сельсовета Владимирского района, с 1965 года — в составе Пригородного сельсовета Суздальского района. В 2006 году деревня вошла в состав муниципального образования город Владимир.

## Население
| 1859 | 1905 | 1926 |
| ---- | ---- | ---- |
| 86   | 126  | 148  |

| 1859 | 1905 | 1926 | 2002 | 2010 | 2021 |
| ---- | ---- | ---- | ---- | ---- | ---- |
| 86   | ↗126 | ↗148 | ↘68  | ↘47  | ↗69  |